# Jaguar Racing
Jaguar Racing ist ein britisches Formel-E-Team und ein ehemaliger Formel-1-Rennstall mit Sitz im englischen Milton Keynes. Er ging Ende 1999 aus dem Stewart Grand Prix Team hervor, das zuvor vollständig von der Ford Motor Company gekauft worden war. Ende 2004 stieg Ford aus der Formel 1 aus und veräußerte das Team an den österreichischen Energydrink-Hersteller Red Bull, der seit 2005 als Red Bull Racing an der Weltmeisterschaft teilnimmt. Seit der Saison 2016/17 tritt das Team in der FIA-Formel-E-Meisterschaft an.

## Geschichte

### Formel 1

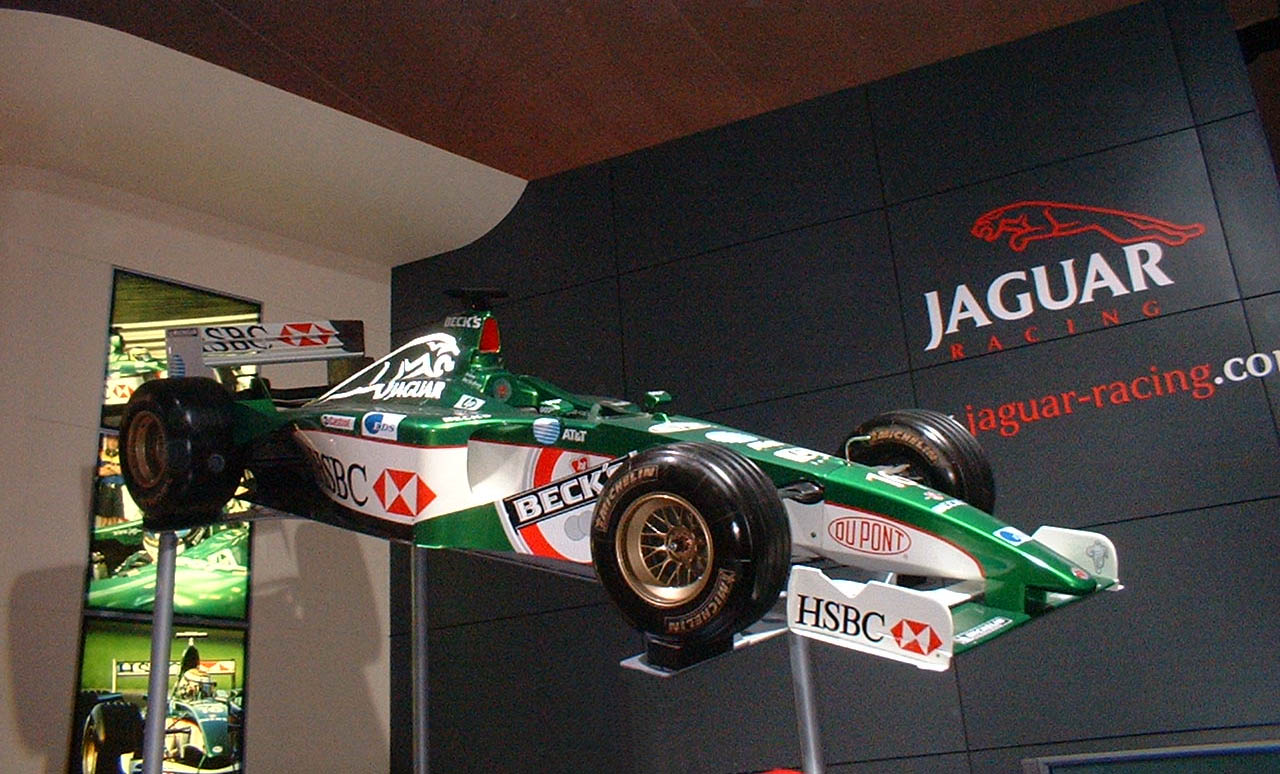
Jaguar R3 von 2002

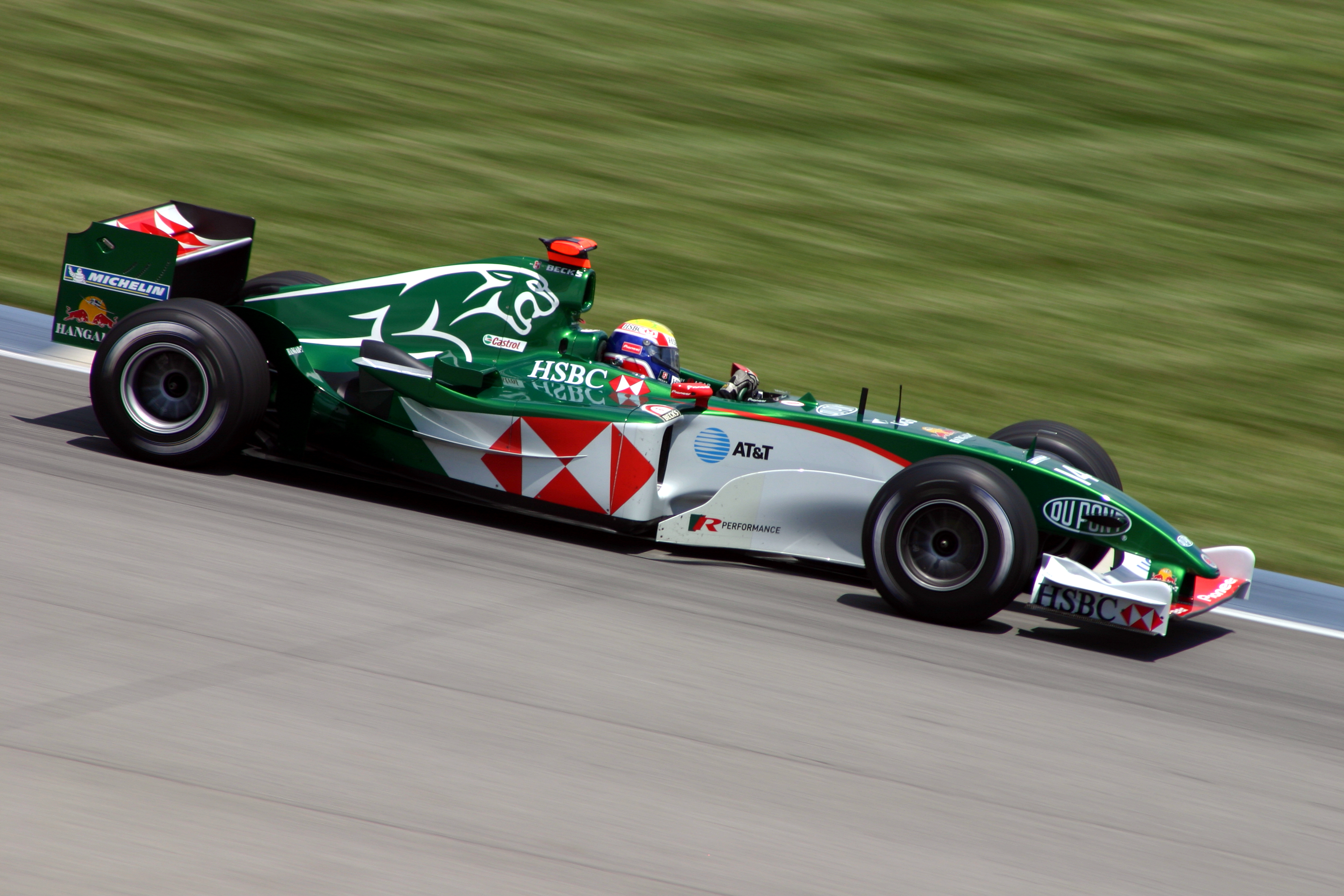
Mark Webber im Jaguar R5, US-GP 2004

Da die britische Traditions-Automarke Jaguar bereits in den 1990er Jahren vom US-amerikanischen Automobilhersteller Ford erworben worden war, muss man das Jaguar-Formel-1-Team als Werksrennstall von Ford sehen. Die Marke Jaguar wurde aufgrund ihrer sportlichen Tradition und zu Zwecken der Wiederbelebung ihres Mythos in der Formel 1 platziert. Da Ford zudem Haupteigner der britischen Motorenschmiede Cosworth war, wurden die Jaguar-Rennwagen zur besseren Nutzung von konzernübergreifenden Synergieeffekten stets von Cosworth-Aggregaten angetrieben.
Jaguar Racing nahm an insgesamt 85 Grands Prix in der Formel-1-Weltmeisterschaft teil. Erfolg war dem Team dabei nicht beschieden: Erste Startplätze, schnellste Rennrunden oder gar Grand-Prix-Siege blieben aus – von Weltmeisterschaften ganz zu schweigen. Lediglich zweimal stieg ein Jaguar-Pilot auf das Siegerpodest: Eddie Irvine wurde in Monaco 2001 und Italien 2002 jeweils Dritter. Einmal stand ein Jaguar-Fahrer in der ersten Startreihe: Mark Webber qualifizierte sich in Malaysia 2004 überraschend als Zweiter.
Die Geschichte des Teams war geprägt von häufigen Personalwechseln. Teamchefs, Technische Direktoren und Chefdesigner wurden verpflichtet und wieder entlassen, auch bei den Fahrern herrschte Fluktuation. In fünf Jahren steuerten acht Piloten die insgesamt zu langsamen und zu anfälligen Jaguar-Renner. Der im Februar 2001 zunächst als Berater verpflichtete ehemalige Formel-1-Weltmeister Niki Lauda wurde sechs Monate später als Nachfolger Bobby Rahals Teamchef. Doch auch unter seiner Regie besserte sich die Erfolgsbilanz nicht, im November 2002 musste Lauda gehen.
Wegen ausbleibenden Erfolgen verkaufte Ford das Team Ende 2004 an Red Bull. Seit der Saison 2005 tritt es somit unter dem Namen Red Bull Racing an.

### FIA-Formel-E-Weltmeisterschaft

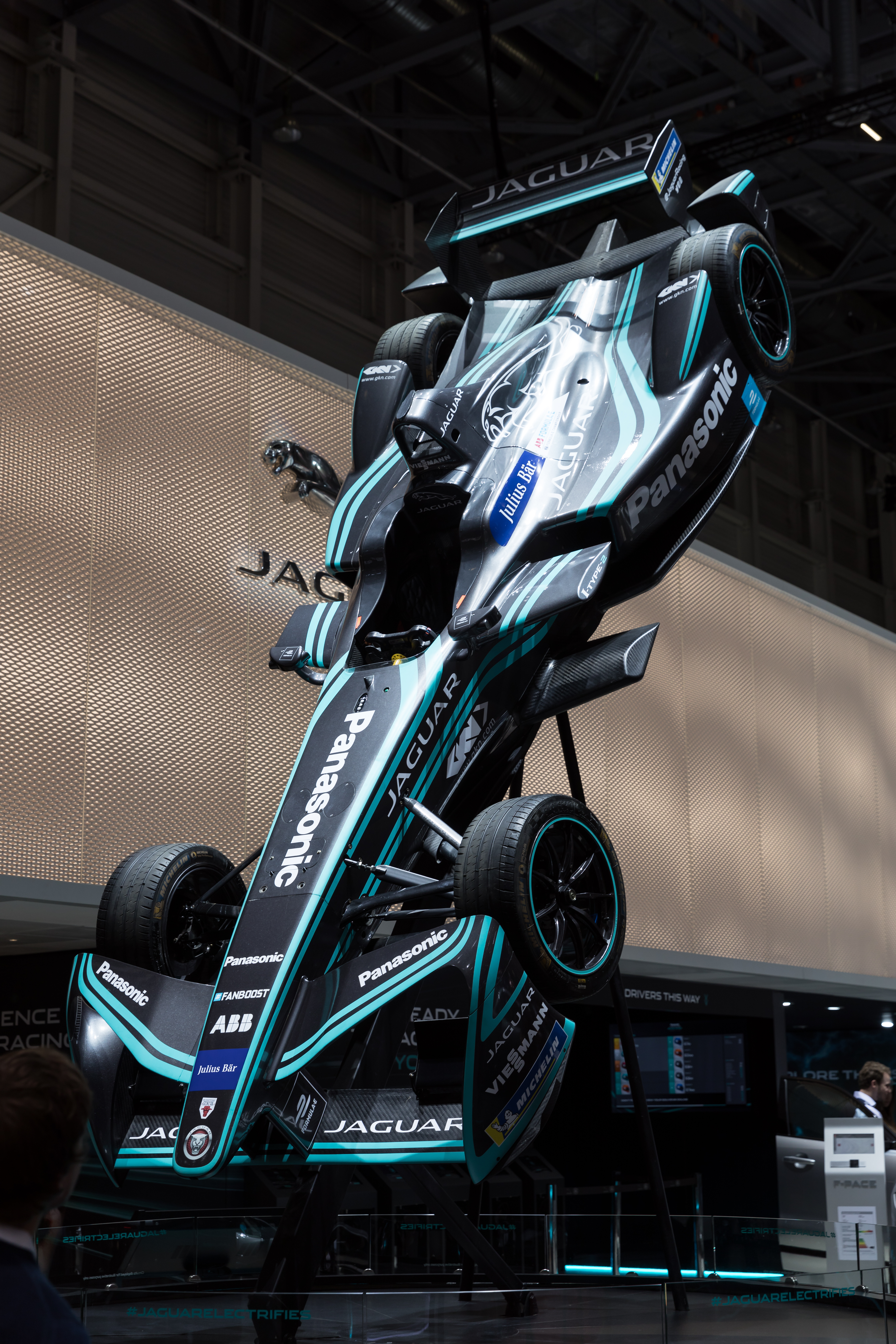
Jaguar I-Type

Im Dezember 2015 gab die nun im Besitz von Tata Motors befindliche Marke Jaguar bekannt, als Nachfolger des Trulli Formula E Teams in die FIA-Formel-E-Meisterschaft einzusteigen. Gleichzeitig wurde die Kooperation mit Williams Advanced Engineering bekanntgegeben, dem Hersteller der Einheitsakkumulatoren der Formel-E-Fahrzeuge.
Jaguar entschied sich dazu, als Konstrukteur in die Meisterschaft einzusteigen und entwickelte eine eigene Antriebseinheit. Als Fahrer für den Jaguar I-Type 1 genannten Wagen wurden für die FIA-Formel-E-Meisterschaft 2016/17 Adam Carroll und Mitch Evans verpflichtet. Als Teamchef fungierte James Barclay. Das Team schloss die Saison mit 27 Punkten auf dem zehnten und letzten Platz ab.
In der Saison 2017/18 trat das Team mit dem Jaguar I-TYPE 2 genannten Wagen und den Fahrern Evans und Nelson Piquet junior an. Evans erzielte eine Podestplatzierung, am Saisonende belegte Jaguar den sechsten Platz in der Teamwertung.
In der Saison 2018/19 trat Jaguar zunächst erneut mit dem Fahrerduo Evans und Piquet an. Piquet wurde nach dem Sanya E-Prix jedoch durch Alex Lynn ersetzt. Evans erzielte beim Rom E-Prix den ersten Sieg für das Team und belegte am Saisonende den fünften Platz in der Fahrerwertung, Lynn wurde 18. und Piquet 22. Das Team belegte mit 116 Punkten den siebten Platz in der Teamwertung.
In der Saison 2019/20 ging Jaguar mit der Fahrerpaarung Evans und James Calado an den Start. Erneut gewann Evans mit dem Mexiko-Stadt E-Prix 2020 ein Rennen. Calado verließ das Team vor den letzten beiden Saisonrennen und wurde durch Tom Blomqvist ersetzt. Jaguar erzielte 81 Punkte erneut Rang sieben in der Teamwertung, auch Evans belegte Gesamtrang sieben.
Für die Saison 2020/21 der nun FIA-Formel-E-Weltmeisterschaft genannten Rennserie verpflichtete Jaguar Sam Bird von Virgin Racing als neuen Teamkollegen für Evans. Bird gewann die beiden Rennen in Diriyya und New York City. Mit 172 Punkten wurde Jaguar Racing Vizeweltmeister. Evans belegte mit fünf dritten Plätzen als besten Ergebnissen am Saisonende Rang vier, Bird Rang sechs in der Fahrerweltmeisterschaft.
Auch in den Saison 2021/22 und 2022/23 blieb das Duo bestehen. Bei beiden Male kämpfte Mitch Evans um die Meisterschaft. In beiden Jahren konnte er vier Saisonrennen gewinnen, scheiterte aber knapp am Titel.
In der Saison 2023/24 wurde Sam Bird durch Nick Cassidy ersetzt. Mit 4 Siegen und 14 Podiumsplätze konnte Jaguar die Teamweltmeisterschaft gewinnen. Bei der Fahrerweltmeisterschaft scheiterten sie wiederum knapp.
Für die Saison 2024/25 wurde das Fahrerduo bestätigt.

## Statistik

### Statistik in der Formel 1
| Saison | Teamname      | Chassis         | Motor                 | Reifen | Grand Prix | Siege | Zweiter | Dritter | Poles | schn. Runden | Punkte | WM-Rang |
| ------ | ------------- | --------------- | --------------------- | ------ | ---------- | ----- | ------- | ------- | ----- | ------------ | ------ | ------- |
| 2000   | Jaguar Racing | Jaguar R1       | Cosworth CR-2 3.0 V10 | B      | 17         | –     | –       | –       | –     | –            | 4      | 9.      |
| 2001   | Jaguar Racing | Jaguar R2       | Cosworth CR-3 3.0 V10 | M      | 17         | –     | –       | 1       | –     | –            | 9      | 8.      |
| 2002   | Jaguar Racing | Jaguar R3 / R3B | Cosworth CR-4 3.0 V10 | M      | 17         | –     | –       | 1       | –     | –            | 8      | 7.      |
| 2003   | Jaguar Racing | Jaguar R4       | Cosworth CR-5 3.0 V10 | M      | 16         | –     | –       | –       | –     | –            | 18     | 7.      |
| 2004   | Jaguar Racing | Jaguar R5 / R5B | Cosworth CR-6 3.0 V10 | M      | 18         | –     | –       | –       | –     | –            | 10     | 7.      |
| Gesamt | Gesamt        | Gesamt          | Gesamt                | Gesamt | 85         | –     | –       | 2       | –     | –            | 49     |         |

### Alle Fahrer von Jaguar Racing in der Formel 1
| Name             | Jahre     | Grand Prix | Punkte | Siege | Zweiter | Dritter | Poles | schn. Runden | beste WM-Pos. |
| ---------------- | --------- | ---------- | ------ | ----- | ------- | ------- | ----- | ------------ | ------------- |
| Eddie Irvine     | 2000–2002 | 50         | 18     | –     | –       | 2       | –     | –            | 9. (2002)     |
| Mark Webber      | 2003–2004 | 34         | 24     | –     | –       | –       | –     | –            | 10. (2003)    |
| Pedro de la Rosa | 2001–2002 | 30         | 3      | –     | –       | –       | –     | –            | 16. (2001)    |
| Christian Klien  | 2004      | 18         | 3      | –     | –       | –       | –     | –            | 16. (2004)    |
| Johnny Herbert   | 2000      | 17         | –      | –     | –       | –       | –     | –            | 17. (2000)    |
| Antonio Pizzonia | 2003      | 11         | –      | –     | –       | –       | –     | –            | 21. (2003)    |
| Justin Wilson    | 2003      | 5          | 1      | –     | –       | –       | –     | –            | 20. (2003)    |
| Luciano Burti    | 2000–2001 | 5          | –      | –     | –       | –       | –     | –            | 20. (2001)    |

### Ergebnisse in der Formel 1
| Saison | Chassis  | Fahrer        | Nr. | 1   | 2   | 3   | 4   | 5   | 6   | 7   | 8   | 9   | 10  | 11  | 12  | 13  | 14  | 15  | 16  | 17  | 18  | Punkte | Rang |
| ------ | -------- | ------------- | --- | --- | --- | --- | --- | --- | --- | --- | --- | --- | --- | --- | --- | --- | --- | --- | --- | --- | --- | ------ | ---- |
| 2000   | R1       |               |     |     |     |     |     |     |     |     |     |     |     |     |     |     |     |     |     |     |     | 4      | 9.   |
| 2000   | R1       | E. Irvine     | 07  | DNF | DNF | 7   | 13  | 11  | DNF | 4   | 13  | 13  | INJ | 10  | 8   | 10  | DNF | 7   | 8   | 6   |     | 4      | 9.   |
| 2000   | R1       | L. Burti      | 07  |     |     |     |     |     |     |     |     |     | 11  |     |     |     |     |     |     |     |     | 4      | 9.   |
| 2000   | R1       | J. Herbert    | 08  | DNF | DNF | 10  | 12  | 13  | 11  | 9   | DNF | DNF | 7   | DNF | DNF | 8   | DNF | 11  | 7   | DNF |     | 4      | 9.   |
| 2001   | R2       |               |     |     |     |     |     |     |     |     |     |     |     |     |     |     |     |     |     |     |     | 9      | 8.   |
| 2001   | R2       | E. Irvine     | 18  | 11  | DNF | DNF | DNF | DNF | 7   | 3   | DNF | 7   | DNF | 9   | DNF | DNF | DNS | DNF | 5   | DNF |     | 9      | 8.   |
| 2001   | R2       | L. Burti      | 19  | 8   | 10  | DNF | 11  |     |     |     |     |     |     |     |     |     |     |     |     |     |     | 9      | 8.   |
| 2001   | R2       | P. de la Rosa | 19  |     |     |     |     | DNF | DNF | DNF | 6   | 8   | 14  | 12  | DNF | 11  | DNF | 5   | 12  | DNF |     | 9      | 8.   |
| 2002   | R3 / R3B |               |     |     |     |     |     |     |     |     |     |     |     |     |     |     |     |     |     |     |     | 8      | 7.   |
| 2002   | R3 / R3B | E. Irvine     | 16  | 4   | DNF | 7   | DNF | DNF | DNF | 9   | DNF | DNF | DNF | DNF | DNF | DNF | 6   | 3   | 10  | 9   |     | 8      | 7.   |
| 2002   | R3 / R3B | P. de la Rosa | 17  | 8   | 10  | 8   | DNF | DNF | DNF | 10  | DNF | 10  | 11  | 9   | DNF | 13  | DNF | DNF | DNF | DNF |     | 8      | 7.   |
| 2003   | R4       |               |     |     |     |     |     |     |     |     |     |     |     |     |     |     |     |     |     |     |     | 18     | 7.   |
| 2003   | R4       | M Webber      | 14  | DNF | DNF | 9*  | DNF | 7   | 7   | DNF | 7   | 6   | 6   | 14  | 11* | 6   | 7   | DNF | 11  |     |     | 18     | 7.   |
| 2003   | R4       | A. Pizzonia   | 15  | 13  | DNF | DNF | 14  | DNF | 9   | DNF | 10  | 10  | 10  | DNF |     |     |     |     |     |     |     | 18     | 7.   |
| 2003   | R4       | J. Wilson     | 15  |     |     |     |     |     |     |     |     |     |     |     | DNF | DNF | DNF | 8   | 13  |     |     | 18     | 7.   |
| 2004   | R5 / R5B |               |     |     |     |     |     |     |     |     |     |     |     |     |     |     |     |     |     |     |     | 10     | 7.   |
| 2004   | R5 / R5B | M Webber      | 14  | DNF | DNF | 8   | 13  | 12  | DNF | 7   | DNF | DNF | 9   | 8   | 6   | 10  | DNF | 9   | 10  | DNF | DNF | 10     | 7.   |
| 2004   | R5 / R5B | C. Klien      | 15  | 11  | 10  | 14  | 14  | DNF | DNF | 12  | 9   | DNF | 11  | 14  | 10  | 13  | 6   | 13  | DNF | 12  | 14  | 10     | 7.   |

| Legende  | Legende            | Legende                                                          |
| Farbe    | Abkürzung          | Bedeutung                                                        |
| -------- | ------------------ | ---------------------------------------------------------------- |
| Gold     | –                  | Sieg                                                             |
| Silber   | –                  | 2. Platz                                                         |
| Bronze   | –                  | 3. Platz                                                         |
| Grün     | –                  | Platzierung in den Punkten                                       |
| Blau     | –                  | Klassifiziert außerhalb der Punkteränge                          |
| Violett  | DNF                | Rennen nicht beendet (did not finish)                            |
| Violett  | NC                 | nicht klassifiziert (not classified)                             |
| Rot      | DNQ                | nicht qualifiziert (did not qualify)                             |
| Rot      | DNPQ               | in Vorqualifikation gescheitert (did not pre-qualify)            |
| Schwarz  | DSQ                | disqualifiziert (disqualified)                                   |
| Weiß     | DNS                | nicht am Start (did not start)                                   |
| Weiß     | WD                 | zurückgezogen (withdrawn)                                        |
| Hellblau | PO                 | nur am Training teilgenommen (practiced only)                    |
| Hellblau | TD                 | Freitags-Testfahrer (test driver)                                |
| ohne     | DNP                | nicht am Training teilgenommen (did not practice)                |
| ohne     | INJ                | verletzt oder krank (injured)                                    |
| ohne     | EX                 | ausgeschlossen (excluded)                                        |
| ohne     | DNA                | nicht erschienen (did not arrive)                                |
| ohne     | C                  | Rennen abgesagt (cancelled)                                      |
| ohne     | keine WM-Teilnahme |                                                                  |
| sonstige | P/fett             | Pole-Position                                                    |
| sonstige | 1/2/3/4/5/6/7/8    | Punktplatzierung im Sprint-/Qualifikationsrennen                 |
| sonstige | SR/kursiv          | Schnellste Rennrunde                                             |
| sonstige | *                  | nicht im Ziel, aufgrund der zurückgelegten Distanz aber gewertet |
| sonstige | ()                 | Streichresultate                                                 |
| sonstige | unterstrichen      | Führender in der Gesamtwertung                                   |

### Einzelergebnisse in der FIA-Formel-E-Weltmeisterschaft
| Fahrer                                 | Nr.                                    | 1   | 2   | 3   | 4     | 5     | 6   | 7    | 8     | 9   | 10  | 11  | 12  | 13  | 14    | 15    | 16  | Punkte | Rang |
| -------------------------------------- | -------------------------------------- | --- | --- | --- | ----- | ----- | --- | ---- | ----- | --- | --- | --- | --- | --- | ----- | ----- | --- | ------ | ---- |
| FIA-Formel-E-Meisterschaft 2016/17     | FIA-Formel-E-Meisterschaft 2016/17     | HKG | MAR | BUE | MEX   | MON   | PAR | BER  | BER   | NYC | NYC | MTR | MTR |     |       |       |     | 27     | 10.  |
| Mitch Evans                            | 20                                     | DNF | 17  | 13  | 4     | 10    | 9   | DNF  | 17    | NC  | DNF | 7   | 12  |     |       |       |     | 27     | 10.  |
| Adam Carroll                           | 47                                     | 12  | 14  | 17  | 8     | 14    | 15  | 14   | 16    | 10  | 11  | 16  | 14  |     |       |       |     | 27     | 10.  |
| FIA-Formel-E-Meisterschaft 2017/18     | FIA-Formel-E-Meisterschaft 2017/18     | HKG | HKG | MAR | SAN   | MEX   | PUN | ROM  | PAR   | BER | ZÜR | NYC | NYC |     |       |       |     | 119    | 6.   |
| Nelson Piquet jr.                      | 03                                     | 4   | 12  | 4   | 6     | 4     | DNF | DNF  | DNF   | 12  | DNF | DNF | 7   |     |       |       |     | 119    | 6.   |
| Mitch Evans                            | 20                                     | 12  | 3   | 11  | 7     | 6     | 4   | 9    | 15    | 6   | 7   | DNF | 6   |     |       |       |     | 119    | 6.   |
| FIA-Formel-E-Meisterschaft 2018/19     | FIA-Formel-E-Meisterschaft 2018/19     | DIR | MAR | SAN | MEX   | HKG   | SAY | ROM  | PAR   | MCO | BER | BRN | NYC | NYC |       |       |     | 116    | 7.   |
| Nelson Piquet jr.                      | 03                                     | 10  | 14  | 11  | DNF   | DNF   | DNF |      |       |     |     |     |     |     |       |       |     | 116    | 7.   |
| Alex Lynn                              | 03                                     |     |     |     |       |       |     | 12   | DNF   | 8   | DNF | 7   | DNF | 16  |       |       |     | 116    | 7.   |
| Mitch Evans                            | 20                                     | 4   | 9   | 6   | 7     | 7     | 9   | 1    | 16    | 6   | 12  | 2   | 2   | 17  |       |       |     | 116    | 7.   |
| FIA-Formel-E-Meisterschaft 2019/20     | FIA-Formel-E-Meisterschaft 2019/20     | DIR | DIR | SAN | MEX   | MAR   | BER | BER  | BER   | BER | BER | BER |     |     |       |       |     | 81     | 7.   |
| Mitch Evans                            | 20                                     | 10  | 18  | 3   | 1     | 6     | 13  | °12° | 9     | 7   | °7° | 11  |     |     |       |       |     | 81     | 7.   |
| James Calado                           | 51                                     | 16  | 7   | 8   | DSQ   | 16    | 15  | 20   | DNF   | 17  |     |     |     |     |       |       |     | 81     | 7.   |
| Tom Blomqvist                          | 51                                     |     |     |     |       |       |     |      |       |     | 12  | 17  |     |     |       |       |     | 81     | 7.   |
| FIA-Formel-E-Weltmeisterschaft 2020/21 | FIA-Formel-E-Weltmeisterschaft 2020/21 | DIR | DIR | ROM | ROM   | VAL   | VAL | MCO  | PUE   | PUE | NYC | NYC | LON | LON | BER   | BER   |     | 172    | 2.   |
| Sam Bird                               | 10                                     | DNF | 1   | °2° | °DNF° | °DSQ° | 14  | °7°  | °DNF° | 12  | °9° | °1° | DNF | DNF | °DNF° | 7     |     | 172    | 2.   |
| Mitch Evans                            | 20                                     | 3   | DNF | 3   | 6     | DNF   | 15  | 3    | 8     | 9   | DNF | 13  | 14  | 3   | 3     | °DNF° |     | 172    | 2.   |
| FIA-Formel-E-Weltmeisterschaft 2021/22 | FIA-Formel-E-Weltmeisterschaft 2021/22 | DIR | DIR | MEX | ROM   | ROM   | MCO | BER  | BER   | JAK | MAR | NYC | NYC | LON | LON   | SEO   | SEO | 231    | 4.   |
| Mitch Evans                            | 9                                      | 10° | 21  | 19  | 1     | 1     | 2   | 5°   | 10    | 1°  | 3   | 11  | 3   | 5°  | °DNF° | 1°    | 7°  | 231    | 4.   |
| Sam Bird                               | 10                                     | 4   | 15  | 15  | 5     | DNF   | DNF | 7    | 11    | 10  | 9   | 7   | 5   | DNF | 8     | INJ   | INJ | 231    | 4.   |
| Norman Nato                            | 10                                     |     |     |     |       |       |     |      |       |     |     |     |     |     |       | 13    | 14  | 231    | 4.   |
| FIA-Formel-E-Weltmeisterschaft 2022/23 | FIA-Formel-E-Weltmeisterschaft 2022/23 | MEX | DIR | DIR | HYD   | CAP   | SAP | BER  | BER   | MCO | JAK | JAK | POR | ROM | ROM   | LON   | LON | 292    | 2.   |
| Mitch Evans                            | 9                                      | 8   | 10  | 7   | DNF   | 11    | 1   | 1    | 4     | 2   | DNF | 3   | 4   | 1   | °DNF° | 1     | 2   | 292    | 2.   |
| Sam Bird                               | 10                                     | DNF | 3   | 4   | DNF   | DNS   | 3   | 2    | 19    | 16  | 21  | DNS | 17  | DNF | 3     | 4     | 7   | 292    | 2.   |
| FIA-Formel-E-Weltmeisterschaft 2023/24 | FIA-Formel-E-Weltmeisterschaft 2023/24 | MEX | DIR | DIR | SAP   | TOK   | MIS | MIS  | MCO   | BER | BER | SHA | SHA | POR | POR   | LON   | LON | 368    | 1.   |
| Mitch Evans                            | 9                                      | 5   | 5   | 10  | 2     | 15    | 5   | 18   | 1     | 4   | 6   | 1   | 5   | 8   | 3     | 2     | 3   | 368    | 1.   |
| Nick Cassidy                           | 37                                     | 3   | 3   | 1   | DNF   | 8     | DNF | 3    | 2     | 1   | 2   | 3   | 4   | 19  | 13    | 7     | DNF | 368    | 1.   |

| Legende                      | Legende       | Legende                                                                 |
| Farbe                        | Abkürzung     | Bedeutung                                                               |
| ---------------------------- | ------------- | ----------------------------------------------------------------------- |
| Gold                         | —             | Sieger                                                                  |
| Silber                       | —             | 2. Platz                                                                |
| Bronze                       | —             | 3. Platz                                                                |
| Grün                         | —             | Platzierung in den Punkten                                              |
| Blau                         | —             | Klassifiziert außerhalb der Punkteränge                                 |
| Violett                      | DNF           | Rennen nicht beendet                                                    |
| Violett                      | NC            | nicht klassifiziert                                                     |
| Rot                          | DNQ           | nicht qualifiziert                                                      |
| Schwarz                      | DSQ           | disqualifiziert                                                         |
| Weiß                         | DNS           | nicht am Start                                                          |
| Weiß                         | WD            | zurückgezogen                                                           |
| Weiß                         | C             | Rennen abgesagt                                                         |
| Blanko                       |               | nicht teilgenommen                                                      |
| Blanko                       | DNP           | gemeldet, aber nicht teilgenommen                                       |
| Blanko                       | INJ           | verletzt oder krank                                                     |
| Blanko                       | EX            | ausgeschlossen                                                          |
| sonstige Formate und Zeichen | P/fett        | Pole-Position                                                           |
| sonstige Formate und Zeichen | kursiv        | Schnellste Rennrunde (ab 2017/18: Schnellste Rennrunde der ersten Zehn) |
| sonstige Formate und Zeichen | unterstrichen | Führender in der Gesamtwertung                                          |
| sonstige Formate und Zeichen | °             | FanBoost                                                                |
| sonstige Formate und Zeichen | *             | nicht im Ziel, aufgrund der zurückgelegten Distanz aber gewertet        |
| sonstige Formate und Zeichen | ( )           | Streichresultat                                                         |